# Діагор Родоський
Діагор Родоський (дав.-гр. Διαγόρας ὁ Ῥόδιος; ? — близько 448 до н. е.) — давньогрецький атлет, відомий у кулачному бою-пигмахії, переможець Олімпійських, Істмійських, Немейських та Піфійських ігор. Засновник спортивної династії, з яких олімпіоніками було 3 сини та 2 онуки Діагора.

## Життєпис
Походив з впливового династії Ератідів. Народився у м. Іалис (о.Родос). Син Дамагета, онука царя Іалиса, та знатної мессенки, предком якої був Аристомена. Присвятив себе спорту, в кулачному бою використовував свій величезний зріст, витримував удари суперника, йдучи прямо проти нього. Ця тактику була відома як «ефтімаха».
Першу перемогу він здобув на 79-й Олімпіаді в 464 році до н. е. На жаль, відсутній вичерпний перелік переможців всіх Олімпіад, тому не можна точно сказати, коли Діагор здобув свою другу перемогу. Крім того, Діагор перемагав 2 рази на Немейських, 1 — Піфійських і 4 — Ісмійських, 4 — Панеллінських іграх, не рахуючи численних перемог на місцевих змаганнях на Родосі (2 рази) та Егіні, в Афінах (багаторазово), Корінфі (4 рази), Фівах, Аргосі, Мегарах.
На честь Діагора поет Піндар склав 7 Олімпійську оду, яку було викарбувано золотими літерами в храмі Афіни в Ліндосі на о. Родос. Також статую Діагора зведено в Олімпії, автор якої був Каллікл, син відомого скульптора Феокосма. Діагор також уславився чесною ігрою, ніколи не порушував правил. Після цього решту життя мешкав на батьківщині, де оженився.
За легендою, коли Діагор був глибоким старцем у 448 році до н. е. (83-ї Олімпійські ігри), його сини знову уславилися перемогами в кулачних боях і панкратіоні. У розпал вшанування вони підійшли до батька, увінчали його сиву голову пальмовими гілками і, піднявши на плечі, понесли через натовп, що розступився. Люди захоплено кричали: «Помри, Діагор, помри! Бо тобі більше нічого бажати, хіба тільки за життя піднестися до богів на Олімп». Серце старого атлета не витримало — Діагор помер від щастя.

## Родина
- Акусілай, олімпіонік з кулачного бою у 448 році до н. е.
- Дамагет, олімпіонік з панкратіону у 452, 448 роках до н. е.
- Доріей (Доріон), олімпіонік в панкратіоні у 432, 428, 424 роках до н. е.
- Калліпатейра, її чоловік Ференік та сини Пейседор і Евкл (404 рік до н. е. на 94-й Олімпіаді) також були олімпіоніками

## Увічнення
- на честь Двагор названо футбольний клуб Родоса
- міжнародний аеропорт Родаса імені Діагора